# Pierrecourt (Haute-Saône)
Pierrecourt település Franciaországban, Haute-Saône megyében. Lakosainak száma 107 fő (2022. január 1.). Pierrecourt Fouvent-Saint-Andoche, Courtesoult-et-Gatey, Argillières, Champlitte és Larret községekkel határos.

## Népesség
A település népességének változása:
| Lakosok száma | 105  | 105  | 111  | 113  | 114  | 115  | 114  | 110  | 107  |
|               | 2013 | 2015 | 2016 | 2017 | 2018 | 2019 | 2020 | 2021 | 2022 |